# Bugatti Veyron

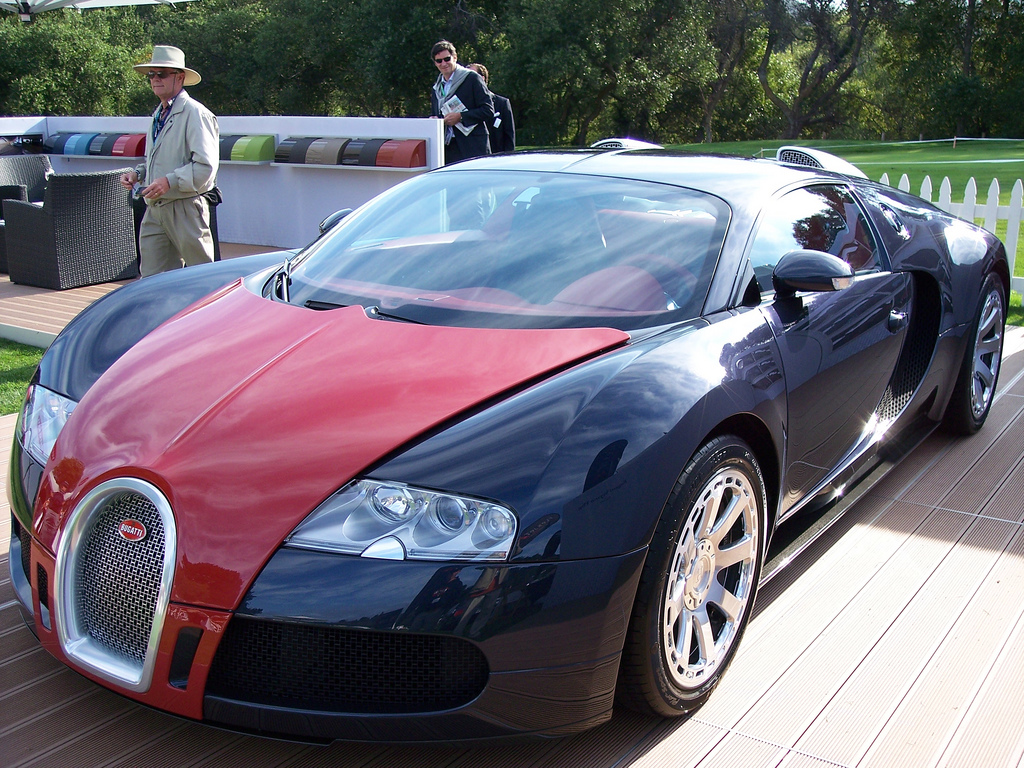
Un Bugatti Veyron în California

Bugatti Veyron este un automobil de tip GT produs de Bugatti Automobiles SAS, în Franța de Grupul VAG. Mașina poate atinge o viteză de 407,46 km/h și efectuează ciclul 0 – 100 km/h în 2,5 secunde. Acesta cântărește 2151 kg. Primul autoturism a ieșit pe piață în septembrie 2005 ca cea mai scumpă și rapidă mașină din lume (1,7 milioane de euro). Motorul, cu 16 pistoane, produce 1001 CP (cai putere) sau 1200 CP. Numele a fost dat după numele francezului Veyron, care a fost primul care a câștigat cursa de la Le Mans 1939 (ultima cursă Le Mans până în 1946). Bugatti a câștigat atunci primul loc în cursa de anduranță fiind și ultimul an în care Bugatti a participat la Le Mans. Din 2007 și până în 2009 Bugatti Veyron 127
4 a fost cea mai scumpă mașină de pe glob.

## Specificații și perfomanțe

### Motor
Veyron dispune de un motor cu 16 cilindri, echivalentul a două motoare V8 cu unghi îngust cuplat într-o configurație W. Fiecare cilindru are patru supape pentru un total de șaizeci și patru, dar configurația îngust V8 eșalonate permite două axe cu came de a conduce vehicule două bănci de butelii astfel doar patru arbori cu came sunt necesare. Motorul are patru turbine și o capacitate cilindrică de 7993 centimetri cubi (cu 487.8 in).

### Transmisie
Transmisia este un dublu-ambreiaj direct-shift. Cutia de viteze are șapte raporturi de transmisie și este controlată de computer. Padelele din spatele volanului sunt din magneziu. Timpul de schimbare este mai mic de 150 milisecunde. Transmisia e construită de Ricardo din Anglia. Veyron poate fi condus în modul semi-sau complet automat. Înlocuirea transmisiei costă peste 120.000 dolari. Transmisia este conectată în permanență la cele patru roți folosind sistemul de tracțiune integrală Haldex. 

### Anvelope
Bugatti Veyron utilizează anvelope speciale Michelin PAX proiectate special pentru a se adapta viteza de top Veyron, care costa raportat 25.000 dolari.

### Masa proprie
Masa proprie este de 2.034,8 kg (4486 lb). Acest lucru conferă automobilului un raport putere/greutate de 446.3 cai putere (328 kW, 440 CP/tonă.

### Gabarit
Ampatamentul mașinii este de 2710 mm (106.7 in). Lungimea totală este de 4462 mm (175.7 in), lățime de 1998 mm (78.7 in) și înălțimea 1204 mm (47.4 in).

## Ediția Super Sport
Veyron Super Sport dispune de o creștere a puterii motorului de la standardul de 1001 CP (736 kW, 987 CP) la 1200 CP (883 kW; 1184 CP) și un cuplu de 1500 N · m (1100 ft · livre), iar aerodinamica sa a fost revizuită. A fost dezvăluit public pentru prima dată la Pebble Beach Concours d'Elegance în august 2010. Pilotul de teste oficial al Bugatti, Pierre Henri Raphanel, a condus versiunea Super Sport pe circuitul privat Volkswagen la Volkswagen Ehra-Lessien pentru a stabili viteza maximă a mașinii. La acest test au asistat reprezentanții Guinness Book of Records și cei ai agenției germane pentru inspecții tehnice (TÜV) pe o parte. Viteza maximă medie în ambele direcții a fost de 431,072 kilometri pe oră. Odată produse pentru vânzare, primele cinci Super sport Sport au aceleași culori (negru și portocaliu) ca și prima mașină produsă, cea care a fost folosită pentru a stabili recordul de viteză. Pentru toate modelele produse, viteza maximă va fi limitată electronic la 415 km/h, pentru a proteja anvelopele.

## Statistici
Statistici de bază:
Aspect și stilul de caroserie:
Bugatti Veyron
- Motor poziționat  central, tracțiune integrală, coupe cu două uși / Targa top
- Cost: € 1,225,000 (£ 1.065.000 / 1.700.000 dolari)
- Motor cu ardere internă de 8.0 litri W16, 64v DOHC quad-turbo pe benzină
- Capacitate cilindrică și puterea maximă de: 7993 cc (cu 487.8 in) 1,001 CP (736 kW)
- Viteză maximă: 408.47 km/h (253.81 mph)

Bugatti Veyron Super Sport:
- Motor poziționat  central, tracțiune integrală, coupe cu două uși
- Cost: € 1,912,500 (£ 1.665.000 / 2.700.000 dolari)
- Motor cu ardere internă de 8.0 litri W16, 64v DOHC quad-turbo pe benzină
- Capacitate cilindrică și puterea maximă de: 7993 cc (cu 487.8 in)1200 cai putere (883 kW)
- Viteza maximă 434.20 km/h (269.80 mph)

Accelerație Super Sport
- 0-100 km / h (0 la 62.1 mph) 2.46 secunde
- 0-240 km/h (0 - 149.1 mph) 9.8 secunde
- 0-300 km / h (0 - 186.4 mph) 14,6 secunde
- 0-400 km/h (0 - 248.5 mph) 50 secunde

Economia de combustibil
EPA oraș conducere 8 mile pe galon SUA (29 L/100 km; 9.6 mpg imp-) EPA autostradă 13 mile pe galon SUA (18 L/100 km, 16 mpg imp-)
Top economie de combustibil de viteză 3 mile pe galon SUA (78 L/100 km; 3.6 mpg imp-), sau 1.4 US gal (5,3 L; 1.2 gal imp) pe minut

## Apariții la TopGear
- Top Gear - Bugatti Veyron top speed test - BBC - http://www.youtube.com/watch?v=jk1t6S737Cs
- Top Gear - Bugatti Veyron cursa împotriva unui avion Italia Londra
- Top Gear - Bugatti Veyron vs avion de vânătoare Eurofighter
- Top Gear - Stig testează Bugatti Veyron EB 16.4 - 1 minut 18.3 secunde - 1 minut 16.8 secunde pentru versiunea Super Sport
- Top Gear - Bugatti Veyron vs Mclaren F1